# Stenhypena megaproctis
Stenhypena megaproctis là một loài bướm đêm trong họ Erebidae.